# Phidippus octopunctatus
Phidippus octopunctatus är en spindelart som först beskrevs av George William Peckham och Elizabeth Maria Gifford Peckham 1883.  Phidippus octopunctatus ingår i släktet Phidippus och familjen hoppspindlar. Inga underarter finns listade i Catalogue of Life.